# 斯劳厄尔瑟站
斯劳厄尔瑟站（丹麥語：Slagelse Station）是丹麦斯勞厄爾瑟的主要火车站。第一代车站于1856年4月27日启用，第一代车站后于1892年5月15日第二代车站启用同日废止。现在的车站是1892年5月15日启用的第二代车站，第二代车站的总设计师是尼尔斯·彼泽·克里斯蒂安·霍尔瑟。现在的车站的站台及股道呈东西走向。

## 图片集

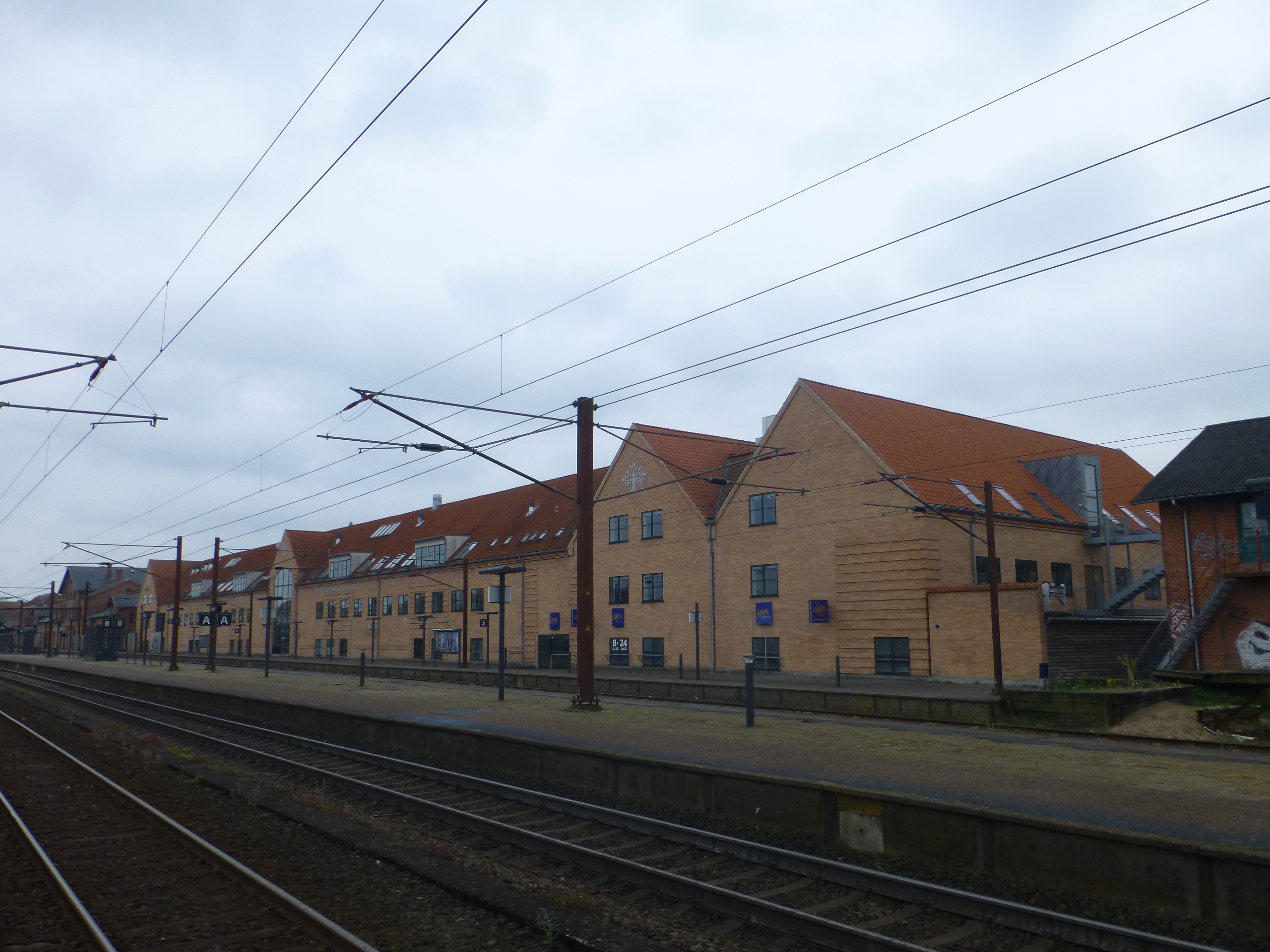
从斯劳厄尔瑟站站台一侧拍摄的南丹麥大學校舍
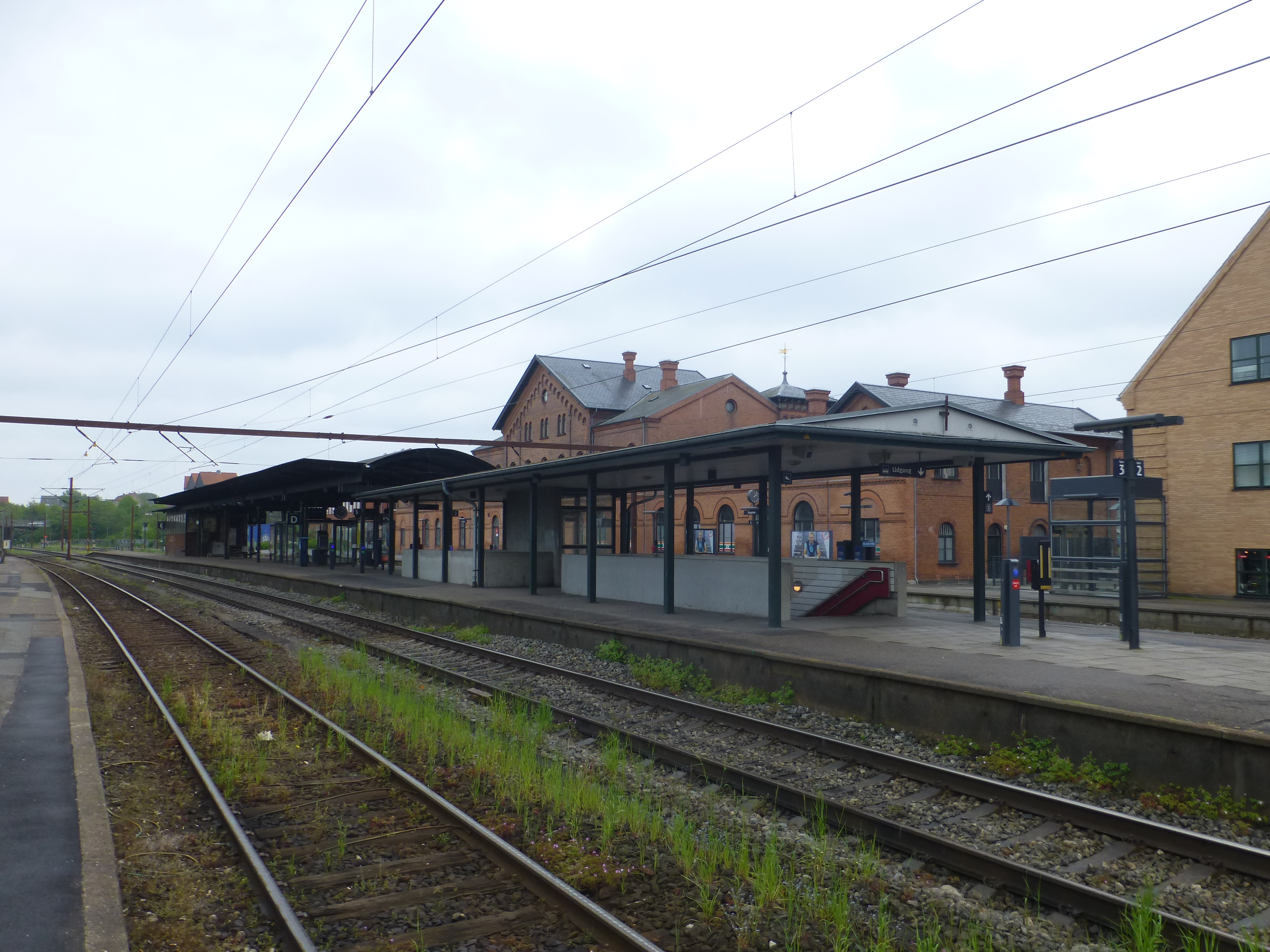
站台与车站主楼
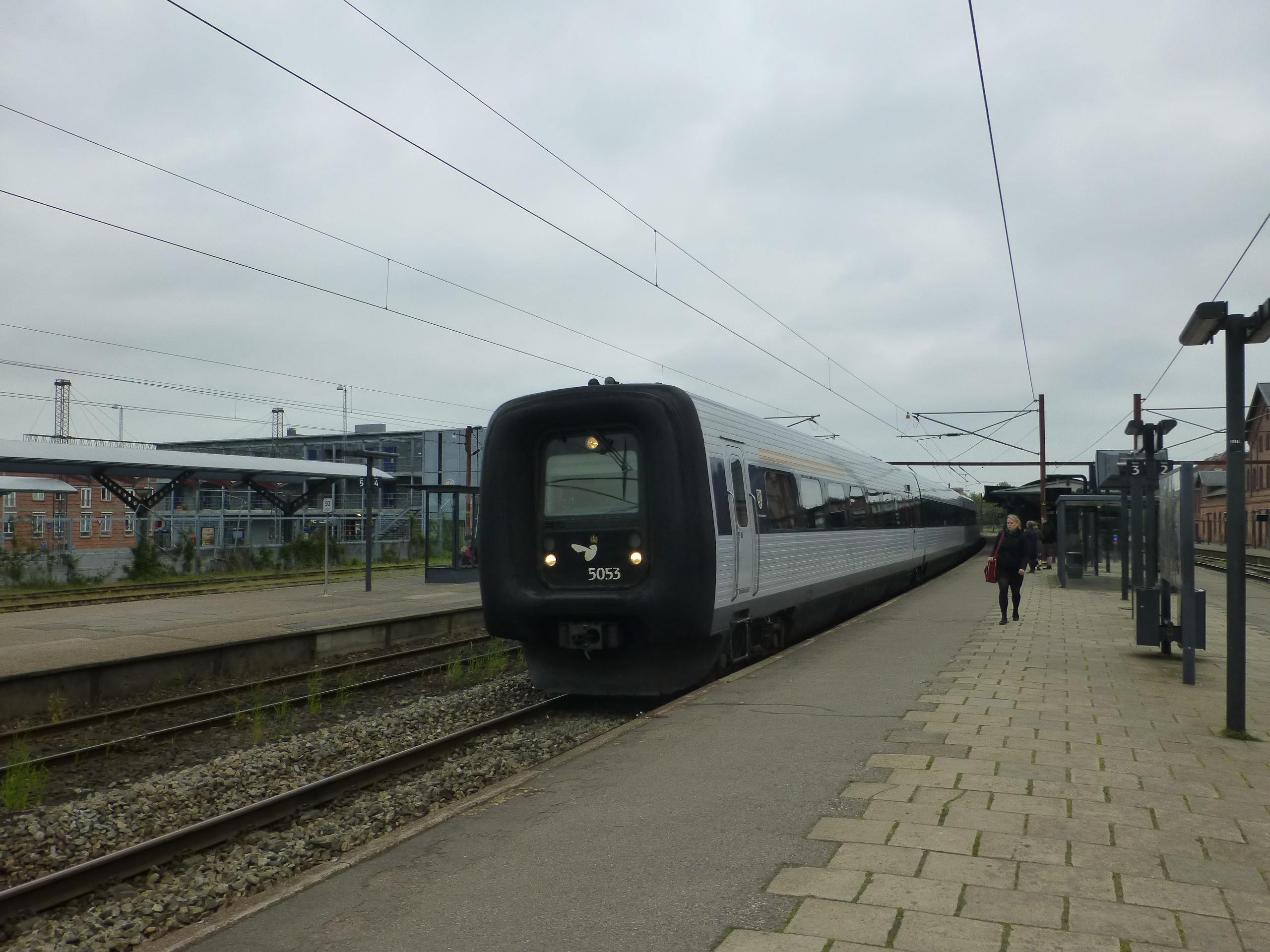
由哥本哈根开来的城际列车
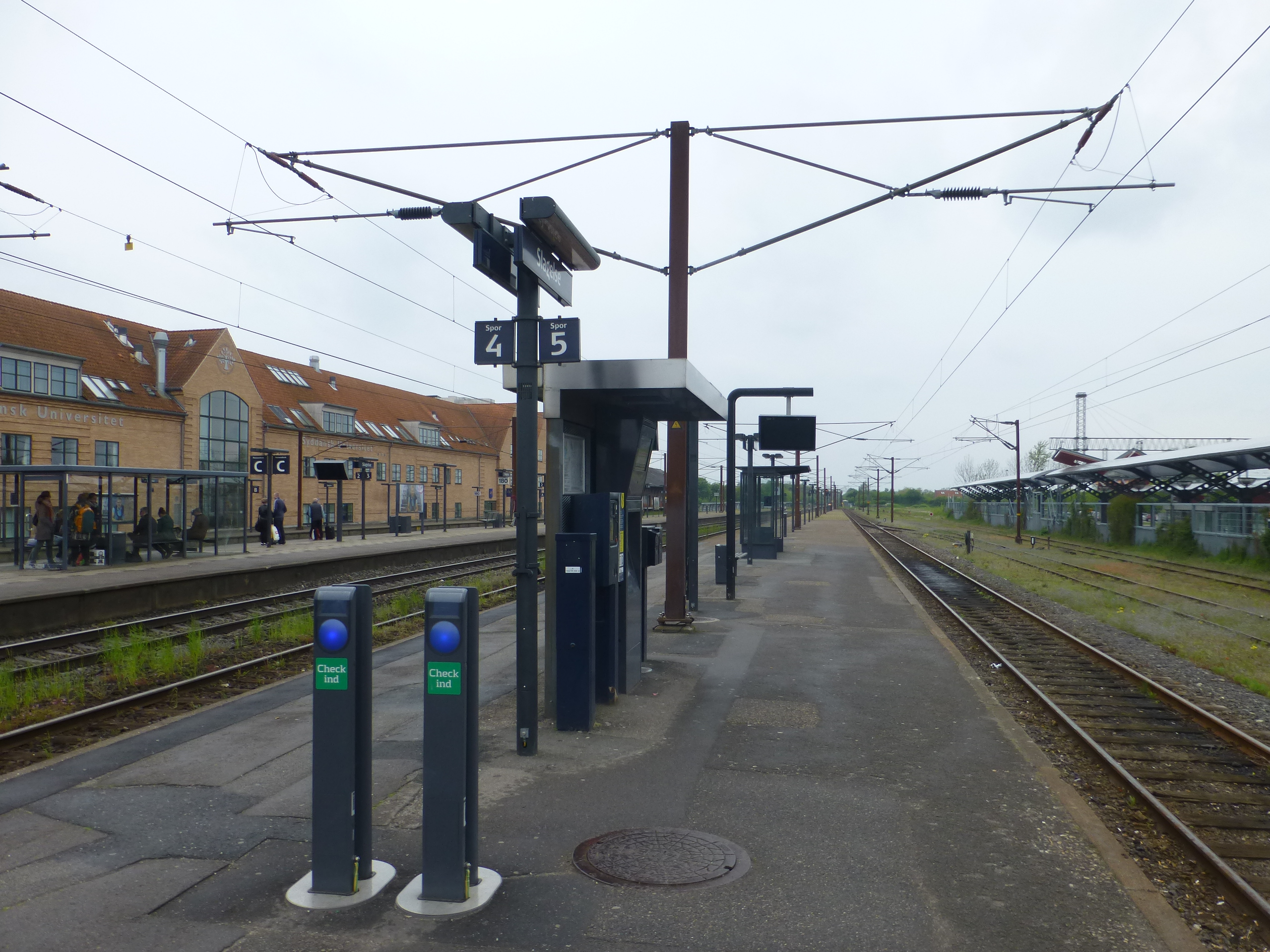
策勒瑟铁路（丹麥語：Tølløsebanen）所使用的站台
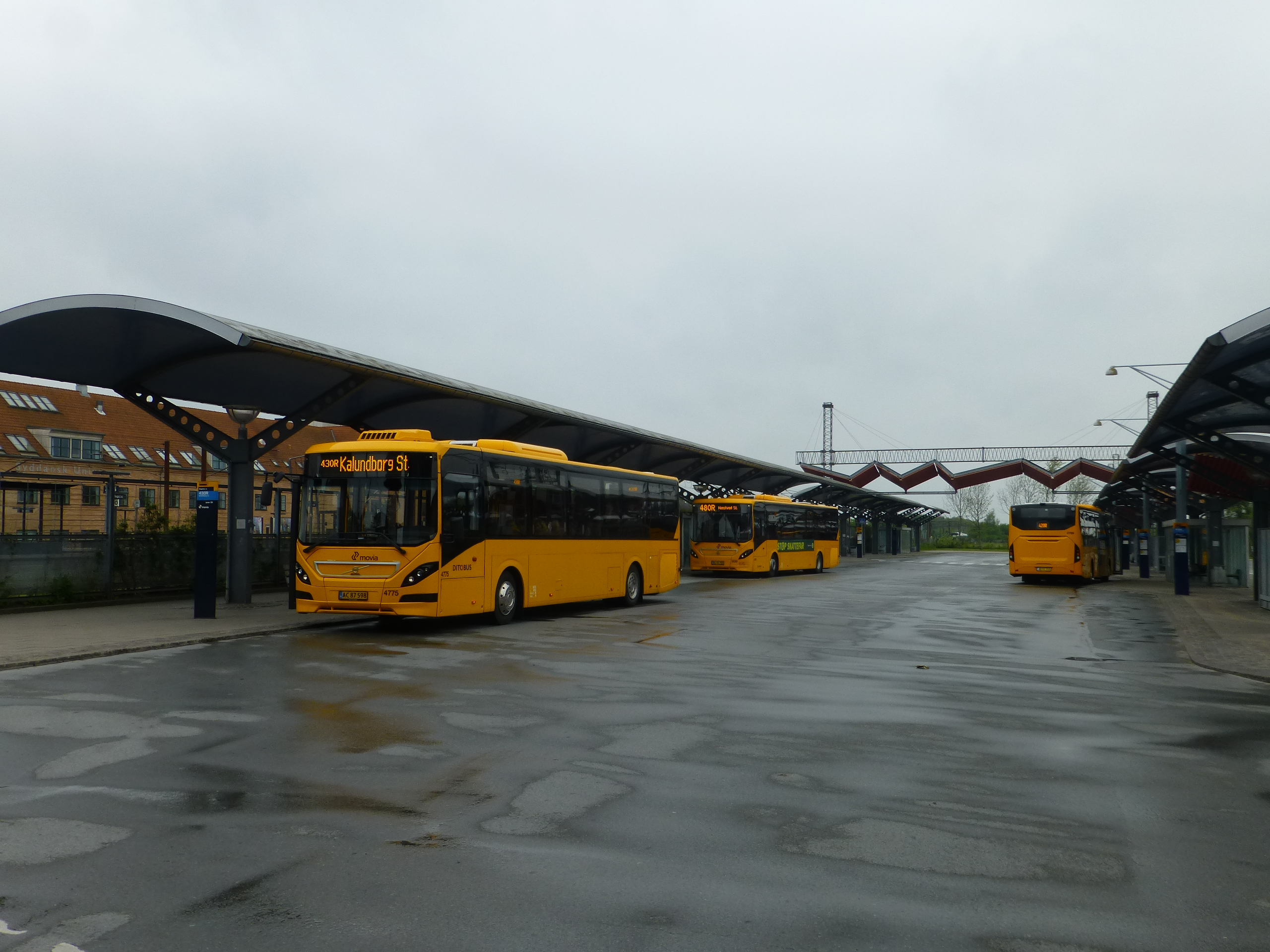
位于车站以北的北车站街（Nordre Stationsvej）一侧的巴士转换站
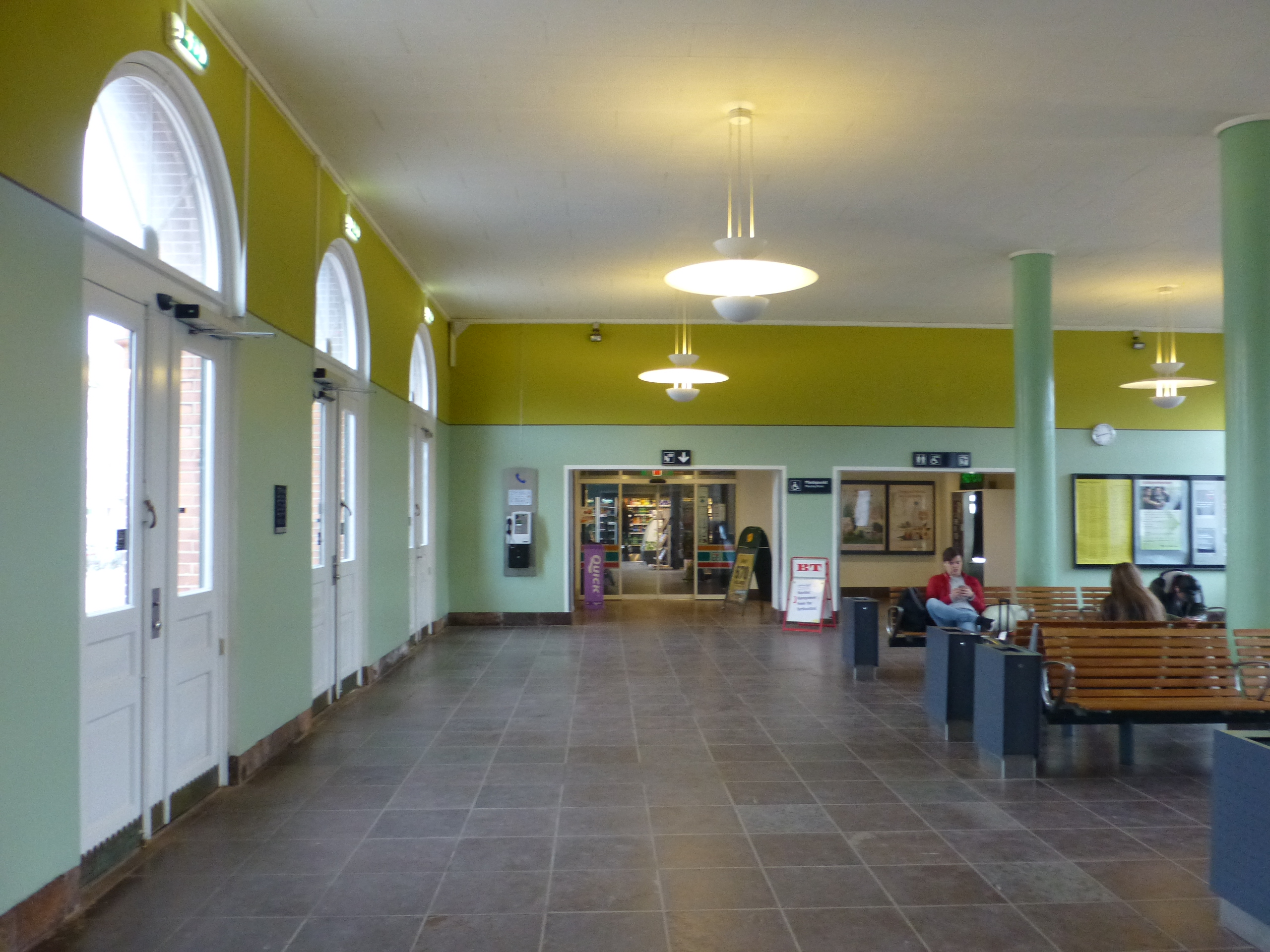
站厅内部
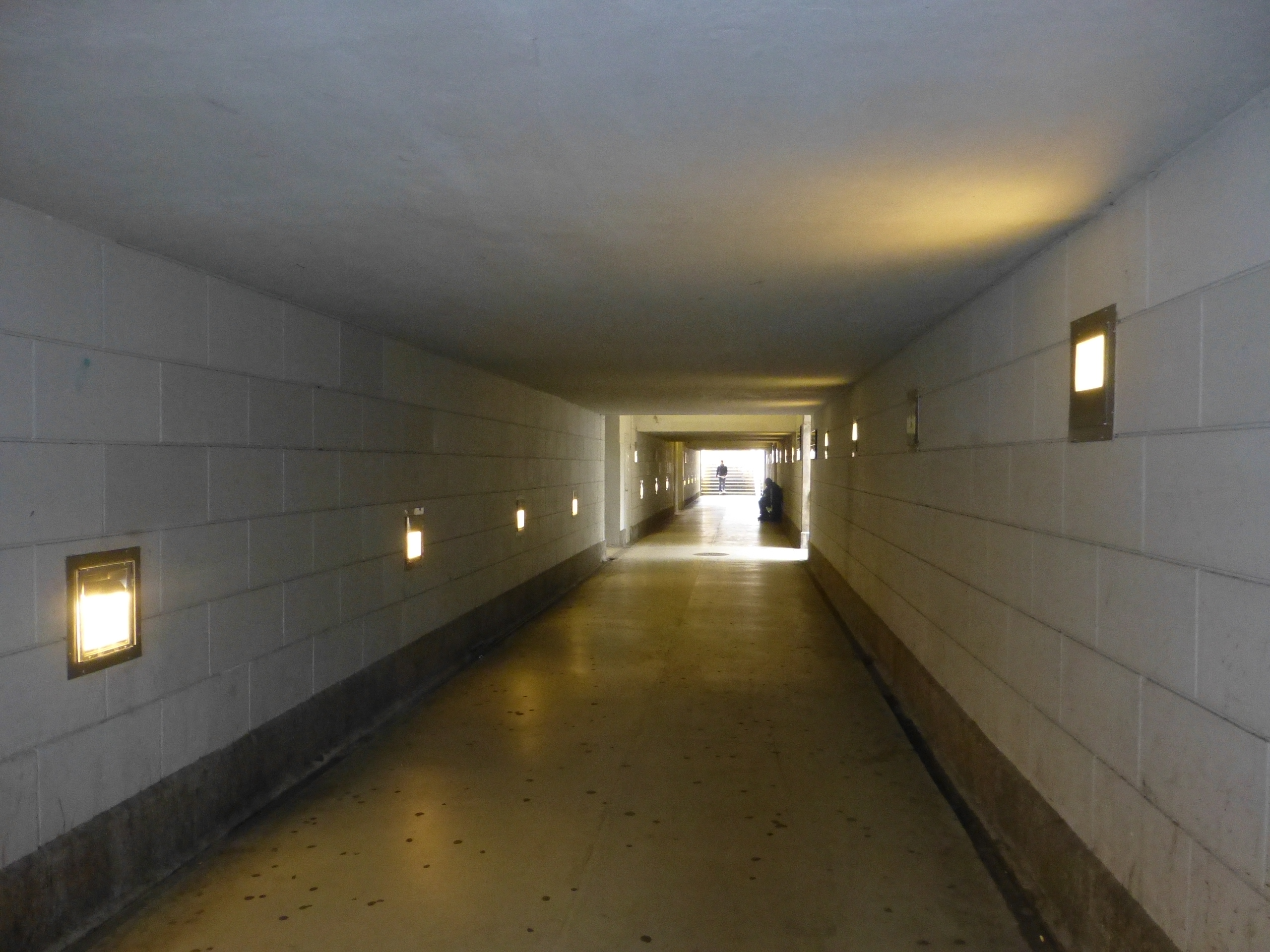
车站地道

## 外部連結
- 丹麦国家铁路官网对斯劳厄尔瑟站的介绍 （页面存档备份，存于）（丹麦语）